# San Carlos (Uruguay)
San Carlos is een stad in Uruguay, gelegen in het departement Maldonado. De stad telt 24.771 inwoners (2004) en is daarmee de tweede stad van het departement na de hoofdstad Maldonado.
In 1763 werd de stad gesticht door de Spaanse gouverneur Pedro Antonio de Cevallos om de bouw van Portugese nederzettingen te ontmoedigen. Ze is vernoemd naar de Spaanse koning Carlos III.
In de stad bevindt zich de oudste koloniale kerk van Uruguay, de Iglesia San Carlos Borromeo, gebouwd in 1775.

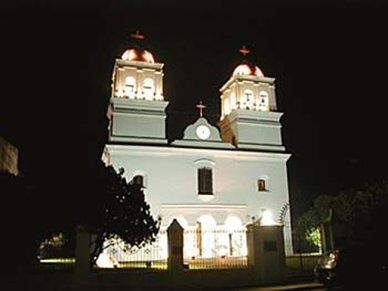
El Templo Colonial